# Dům Bítovských z Bítova
Dům Bítovských z Bítova (či také Dům U Zavřené brány) je renesanční městský dům ze 16. století, stojící v řadové výstavbě Masarykovy třídy, vedle Rotmberského domu v centru Opavy. Od 3. května 1958 je objekt zapsán v seznamu kulturních památek.

## Historie a popis
První písemná zmínka o šlechtickém domě na tomto místě pochází z roku 1496. Ve druhé polovině 16. století byl Karlem Bítovským z Bítova vystavěn dvoupatrový nárožní renesanční dům, který se stal opavským sídlem tohoto slezského vladyckého rodu. Na počátku 18. století byl během barokní přestavby k domu připojen dříve samostatně stojící objekt se zachovalým renesančním mázhausem s valenou klenbou a kvelbem. Mezi léty 1750–1945 fungovala v domě tiskárna; nejprve privilegovaná tiskárna Šindlerova a později Trasslarova tiskárna.
Třípodlažní městský dům se vyznačuje zejména nárožní věžičkou. Podobné byly dříve umístěny na všech domovních nárožích. Dochovala se však jen ta jihovýchodní. Fasáda nad okny do prvního patra je zdobena segmentovým frontonem, který v úrovni posledního podlaží přechází v hladké atikové patro. Směrem na dvůr jsou umístěny zazděné arkády.